# Turmhügel Lamberg
Der Turmhügel Lamberg ist eine abgegangene Höhenburg  vom Typus einer Turmhügelburg (Motte) auf dem 602 Meter hohen Gipfel des Lamberges im Bereich des vorherigen Burgstalls Wallgraben in der Gemarkung Haderstadl der Stadt Cham im Oberpfälzer Landkreis Cham in Bayern. Die Anlage wird als Bodendenkmal unter der Aktennummer D-3-6742-0016 im Bayernatlas als „mittelalterlicher Burgstall, frühmittelalterliche Höhensiedlung, archäologische Befunde des Mittelalters und der frühen Neuzeit im Bereich der Kath. Wallfahrtskirche St. Walburga, darunter die Spuren von Vorgängerbauten bzw. älterer Bauphasen“ geführt. Der Turmhügel liegt im Bereich einer frühgeschichtlichen Wallanlage, die als Bodendenkmal unter der Aktennummer D-3-6742-0011 im Bayernatlas als „Abschnittsbefestigung vor- und frühgeschichtlicher Zeitstellung“ geführt wird.

## Geschichte
Die hochmittelalterliche (Mottenanlage) wurde vermutlich als jüngste Befestigungsanlage auf dem Lamberg errichtet. Die genaue Erbauungszeit ist aber wegen der noch nicht erfolgten archäologischen Untersuchung nicht genau bekannt, liegt aber zeitlich wahrscheinlich nach der Burg des früh- bis hochmittelalters, die als Burgstall Wallgraben bekannt ist, da sie die Randbefestigung des Burgstalls überformt.
Der Turmhügel und der Burgstall befinden sich außerdem im Bereich der einzigen bekannten vorgeschichtlichen Befestigung im Landkreis Cham, die als Kleine und Große Schanz bezeichnet wird.

## Beschreibung
Der Turmhügel hat auf seinem runden Plateau einen Durchmesser von sieben bis acht Meter und erhebt sich etwa zwei Meter über das Niveau des Burgstalls und Wallgrabens. Der Burgstall ist heute ein Bodendenkmal.